# Gökçe Fırat Çulhaoğlu
Gökçe Fırat Çulhaoğlu, né le 8 mars 1974 à Istanbul, est un journaliste et auteur turc, ulusalci, nationaliste turc et président du Parti national. Il est également rédacteur en chef du journal Türksolu.

## Biographie
Gökçe Fırat Çulhaoğlu est membre d'une famille de fonctionnaires, est diplômé de l'Université de Marmara, Faculté des sciences économiques et administratives, Département d'administration des affaires. Plus tard, il a terminé sa maîtrise en économie du développement, mais n'a pas pu terminer l'étape de la thèse. Il a publié le journal İleri en 2000, a commencé à publier le journal Türksolu, fondé en 2002, et en a été le rédacteur en chef. Il a 22 livres publiés à ce jour.

## Vie politique

### Période au Parti travailliste
La vie politique de Gökçe Fırat Çulhaoğlu débute dans les années 1990 au sein du Parti des travailleurs. Çulhaoğlu, qui était membre du Parti des travailleurs entre 1994 et 2000 et se définissait comme un « socialiste scientifique », a assumé la responsabilité en tant que président provincial de la jeunesse dirigeante d'Istanbul et membre du Comité central du Parti des travailleurs. Çulhaoğlu faisait partie de ceux qui ont critiqué le Parti des travailleurs pour son "virage à droite" à la fin des années 1990 et ont démissionné du parti le 18 janvier 2000. Le Parti des travailleurs affirme que Gökçe Fırat Çulhaoğlu et l'équipe qui l'entoure ont été expulsés du parti en 2000. Çulhaoğlu, d'autre part, a déclaré qu'il avait démissionné du Parti des travailleurs de son propre gré, face aux calomnies de Doğu Perinçek.

### L'ère de la cogénération
À la suite de la rupture de ses relations avec l'IP en janvier 2000, le cercle opérant sous le nom de Fédération des clubs de pensée atatürkistes (ADKF) a rejoint le CHP. Le président du CHP de l'époque, Deniz Baykal, a remis un badge à Gökçe Fırat au nom du groupe qui a rejoint le CHP lors d'une cérémonie. Après que Kemal Derviş ait rejoint le CHP le 23 août 2002, il a protesté contre cette situation et a démissionné du CHP.

### Nationalisme et Parti national
Le 16 mars 2010, il fait partie des fondateurs du Parti national et assume la Présidence générale de ce parti.
Le Parti national n'a pas participé aux élections générales turques de 2011 ; Il a soutenu la candidature indépendante de Cafer Özsoy de la 3e région d'Istanbul, Tuncer Sümer de la 1re région d'Izmir, Serap Yeşiltuna de Balıkesir et Hasan Pektekin de Mersin.
Il a appelé à voter pour le CHP ou le MHP le plus fort dans chaque région lors des élections locales turques de 2014. Il a soutenu Ekmeleddin İhsanoğlu lors de l'élection présidentielle turque de 2014. Il a défendu la nécessité de voter pour les partis d'opposition qui franchiront le seuil lors des élections législatives du 7 juin 2015 et a annoncé qu'il voterait pour le candidat indépendant Osman Pamukoğlu dans sa propre région.

### Arrestation
Des poursuites ont été engagées contre lui pour "insulte au président" en raison de ses articles et "tweets". Dans l'une de ces affaires, il a été arrêté le 31 mai 2015 pour avoir insulté et menacé le président. Son arrestation a suscité la réaction de divers médias nationaux et internationaux et de certains intellectuels et hommes politiques.
Il a été arrêté dans le cadre de l'enquête au motif qu'il était affilié au Mouvement Gülen, qualifié d'organisation terroriste par la Turquie.